# Dmitrij Vasziljevics Rigin
Dmitrij Vasziljevics Rigin (oroszul: Дмитрий Васильевич Ригин) (Krasznojarszk, 1985. április 10. –) Európa-bajnok, világbajnoki ezüstérmes orosz tőrvívó.